# Ломакино (Нижегородская область)
Лома́кино — село в составе Покровского сельсовета Гагинского района Нижегородской области. Бывший административный центр Ломакинского сельсовета. На 2017 год в селе числилось 5 улиц.

## География
Село располагается на левом берегу реки Пьяны в чернозёмном районе в 13 км восточнее районного центра — села Гагино, и в 141 км от Нижнего Новгорода. Высота центра посёлка над уровнем моря — 147 м.

## Инфраструктура
В селе имеются: школа, дом культуры, сельскохозяйственное предприятие, 2 магазина, отделение почтовой связи, ФАП. В 2023 году отремонтирован подъезд с асфальтобетонным покрытием к селу Ломакино протяжённостью 3 км.

## Население
| 2002 | 2010 |
| ---- | ---- |
| 356  | ↘332 |

## Известные уроженцы
- Андрей Андреевич Власов (1901—1946) — советский военачальник, участник битвы за Москву. С 1942 года перешёл на сторону Германии, возглавлял Русскую освободительную армию.
- Николай Алексеевич Зайцев (1922—1967) — советский инженер-судостроитель, один из основных разработчиков первых советских судов на подводных крыльях, лауреат Сталинской и Ленинской премий.